# Diamantino (film)
Pour plus de détails, voir Fiche technique et Distribution.
Diamantino est une comédie dramatique franco-portugo-brésilien réalisé par Gabriel Abrantes et Daniel Schmidt, sorti en 2018.
Il est présenté au Festival de Cannes 2018 dans la section Semaine de la critique dont il remporte le Grand prix Nespresso 2018.

## Synopsis
Diamantino, star du football portugais, est la superficialité incarnée. Un jour, alors qu'il se pavane sur son yacht, il découvre une embarcation de migrants en péril. Il prend soudain conscience que le monde n'est pas si rose, ce qui le bouleverse au plus haut point. Après avoir été ridiculisé en finale de Coupe du monde, il décide d'adopter un jeune migrant pour lui venir en aide. Il ne se doute toutefois pas que ses deux sœurs diaboliques ont d'autres plans pour lui, et que le jeune migrants en question est en fait une agent infiltrée de la police en pleine enquête sur une affaire d'évasion fiscale... 

## Fiche technique
- Titre français : Diamantino
- Réalisation et scénario : Gabriel Abrantes et Daniel Schmidt
- Direction artistique : Cypress Cook et Bruno Duarte
- Photographie : Charles Ackley Anderson
- Montage : Gabriel Abrantes, Raphaëlle Martin-Holger et Daniel Schmidt
- Musique : Adriana Holtz et Ulysse Klotz
- Pays de production :  Portugal -  France -  Brésil
- Format : Couleurs - 35 mm - 2,35:1
- Genre : comédie dramatique et fantastique
- Durée : 92 minutes
- Dates de sortie :
  - France : 11 mai 2018 (Festival de Cannes 2018), 28 novembre 2018 (sortie nationale)
  - Suisse romande : 7 juillet 2018 (Festival international du film fantastique de Neuchâtel 2018)
  - Portugal : 4 avril 2019

## Distribution
- Carloto Cotta : Diamantino Matamouros
- Cleo Tavares : Aisha Brito
- Anabela Moreira : Sónia Matamouros
- Margarida Moreira : Natacha Matamouros
- Carla Maciel : le docteur Lamborghini
- Chico Chapas : Chico Matamouros, le père de Diamantino
- Hugo Santos Silva : Mouro
- Joana Barrios : La ministre Ferro
- Filipe Vargas : Helena Guerra
- Maria Leite : Lucia

## Sortie

### Accueil critique
En France, le site Allociné recense une moyenne des critiques presse de 3,2/5, et des critiques spectateurs à 3,3/5.
Pour Mathieu Macheret du Monde, « Entre inspiration hétéroclite et désinvolture assumée, Diamantino fait feu de tout bois et se présente comme un grand cirque d'images, touchantes par leur hybridation et leur multiplicité au cœur d'une certaine iconographie contemporaine. ».
Pour Jacques Morice de Télérama, « Mixte de satire pop, de pastiche queer et de « jamesbonderie », Diamantino réserve maintes péripéties, qui font écho à des tas de phénomènes politiques ou socio-culturels très actuels. En vrac : les manipulations génétiques, la crise des réfugiés, le foot comme nouvelle esthétique de masse, le culte de la célébrité, la surveillance globalisée, la montée de l'extrême droite…. [...] Diamantino est inventif, léger et libre comme une série B. Ouvert à tous, amateur ou non de foot, hétéro ou non, fan de chiens ou de chats... ».
Pour  Julien Gester de Libération, « en leur Diamantino, on tient rien moins que l'hypothèse la plus approchante d'un Zoolander portugais. Par l'euphorique brassage de pop culture, de satire géopolitique, d'idiotie sublime, de trouvailles aberrantes passées au ventilateur d'une extatique frénésie sans filtre, de difformités plus ou moins heureuses foutraquement suturées les unes aux autres, de pannes de régime et d’embardées désopilantes, on ne se figure pas meilleur pendant européen (et queer) à la farce de Ben Stiller. ».

## Distinctions

### Récompense
- Festival de Cannes 2018 : Grand prix de la Semaine de la critique.

### Sélections
- Festival international du film fantastique de Neuchâtel 2018 : sélection en compétition internationale.
- Festival international du film de Toronto 2018 : sélection en section Midnight Madness.
- L'Étrange Festival 2018 : sélection en section Mondovision.
- Festival international du film de Catalogne 2018 : sélection en compétition internationale.
- Festival du cinéma méditerranéen de Montpellier 2018 : sélection en Avant-premières.
- Brussels International Film Festival 2018 (BRIFF) : sélection en compétition Director's week.